# LGBTツーリズム

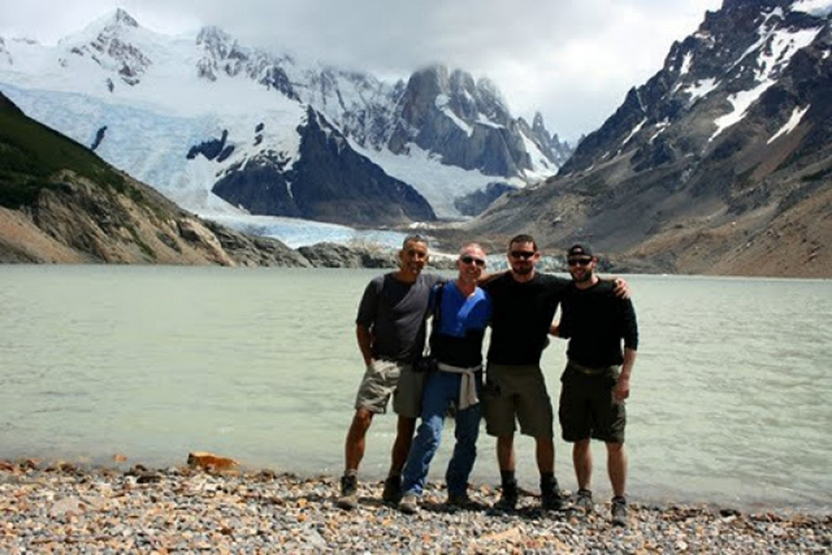
LGBTツーリズム

LGBTツーリズム（英語: LGBT tourism）またはゲイ・ツーリズム（英語: Gay tourism）は、ツーリズムにおけるマーケットの一つで、LGBT（レズビアン・ゲイ・バイセクシャル・トランスジェンダー）をターゲットにしたニッチ市場を表す言葉。

## 概要

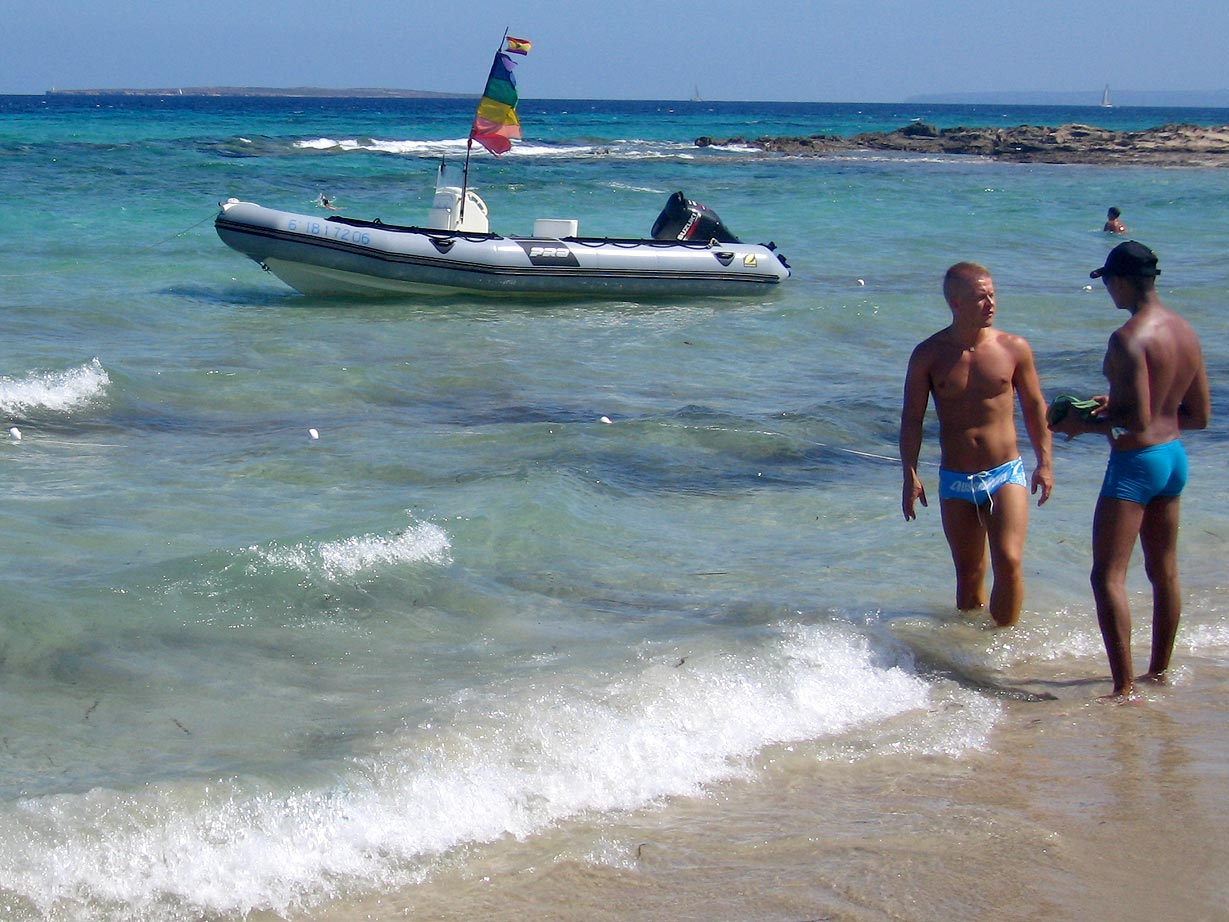
イビサ島にてゲイ男性が多く訪れる Es Cavallet Beach。

ツーリズムにおいて、彼らは性的指向やジェンダーに対してオープンである場合が殆どであるが、彼らの日頃の生活におけるジェンダーの表明状態（クローゼット /カミングアウト）は個人により異なり、またLGBTの人々に対する暴力で知られる地域においてはより控えめな状態にあることもある 。
LGBTツーリズムで核となるものは、LGBTフレンドリーな旅先を求めるLGBTツーリストにとって魅力あるエリア（文化的な面や安全面での懸念を持たなくて良い目的地や旅行者が集まっているか）として認知しているか否かである。英語の "gaycation" というスラングはLGBTカルチャーにおけるLGBTツーリズムのバケーションの意味を含んでいる。LGBTツーリズム産業には旅行会社やツアー会社、クルーズラインやLGBTコミュニティを対象にした旅行プロモーションやその企画会社がある。1990年代に誕生し、2000年代に入り徐々に増加している。例えば R Family Vacations は同性結婚式をはじめとしたLGBTカップルに向けたサービスを提供している。同社が最初に企画したクルーズ旅行はノルウェージャン・クルーズラインの Norwegian Dawn号 を使い、600人の子供客を含む1,600名が乗船した
大手旅行会社はピンク・マネーと呼ばれるマーケットに気付き始め、LGBTコミュニティへの接触やツーリズム・キャンペーンを企画し始めている。2000年にトラベル・ユニバーシティが発表したレポートでは、国際旅行におけるゲイ・レズビアンの比率は約10%で7000万人に上るとの結果が出た。マーケットにおけるこのLGBT層は、人々のLGBTに対する受け入れによって拡大していくと予想されている。2007年におけるLGBTマーケットは年間550億ドルと推計された。大手企業が企画するもの以外では、LGBT個人間での厚意やホームエクスチェンジといったLGBTコミュニティをベースとした従来のツーリズムも存在している。また世界中にLGBTの旅行者を迎えるソーシャルグループも存在している。

## 滞在地

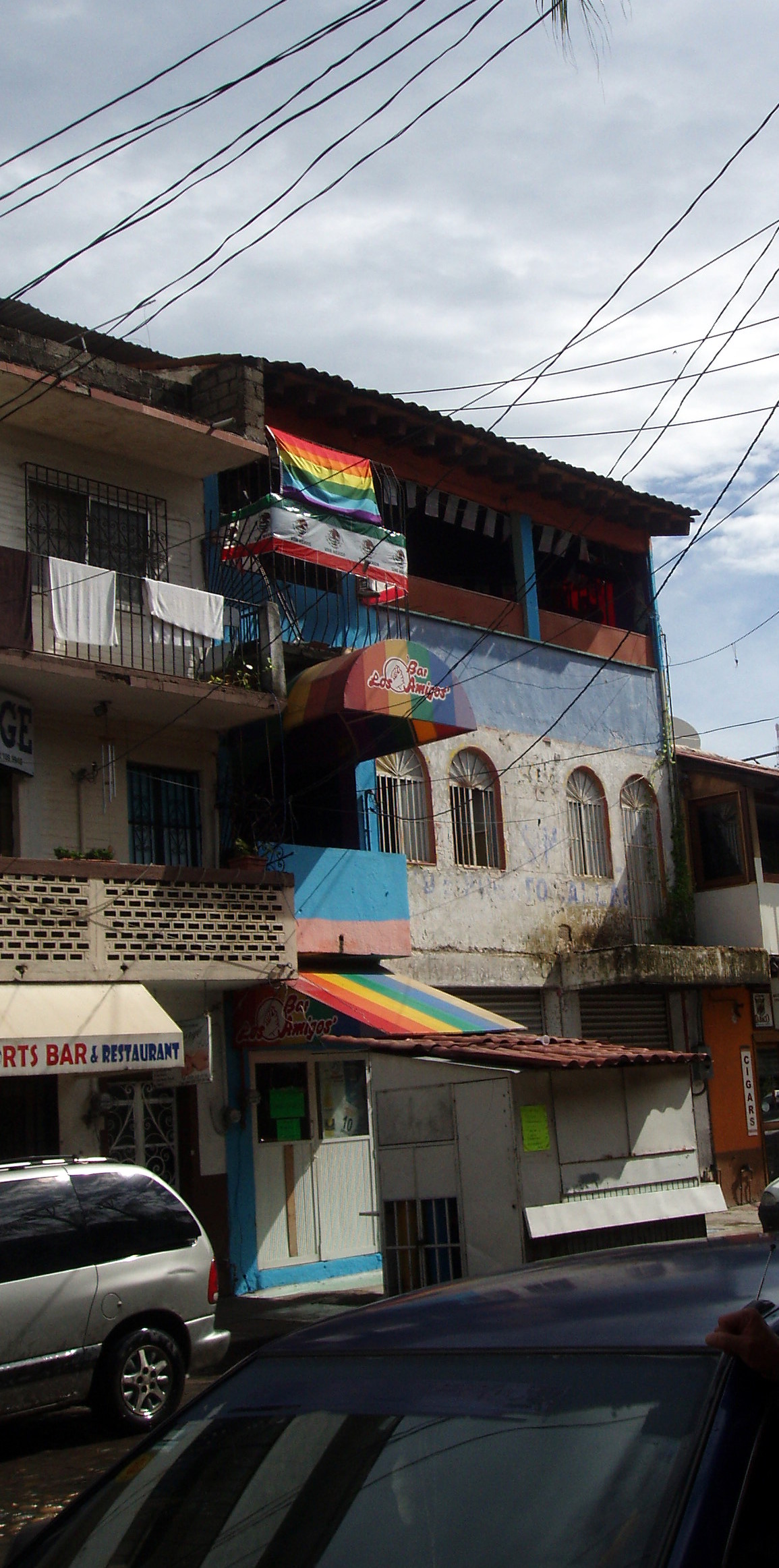
LGBTツーリストが訪れる典型的なゲイ・クラブ（メキシコ・プエルト・バジャルタ）

LGBTツーリストが訪れるエリアは、エリア自体が彼らに対して寛容であったりリベラルな場合が多い。また彼らの需要が高い施設（バー、レストラン、ホテル、ナイトライフ、エンターテインメント、メディア等）が集まっている点、同じコミュニティの人々と出会える点、などが人気が高まる理由の一つとなっている  。
LGBTツーリストの目的地は大都市である場合が多く、ゲイタウンが存在していることが多い。自治体のなかには、地元のLGBTコミュニティと協力して彼らに対して積極的に働きかけているケースもある。
また、ツーリズムにはプライド・パレードやゲイタウンのフェスティバル、コーラスグループイベント、ゲイ・スクウェアダンスなどの文化的イベントや、ゲイゲームズ、ワールドアウトゲームズ、EuroGamesといったスポーツイベント、LGBT団体のカンファレンスなど多岐に渡る年次イベントもツーリズムに含まれる場合もあり、こうしたイベントに合わせてツーリズムのピークを迎える。

### 滞在地として著名なエリア
- 日本
  - 沖縄
  - 熱海
- 世界
  - タイ
  - ミコノス島（ギリシャ）
  - チュエカ（スペイン、マドリード市内）
  - サンフランシスコ、パームスプリングス、プロビンスタウン（アメリカ）
  - プエルト バヤルタ（メキシコ）
  - シドニー（オーストラリア） シドニー・ゲイ・アンド・レズビアン・マルディ・グラの開催地。

## 市場規模に関連する調査
LGBT向けマーケティング会社 Wietck Combs によるとLGBTコミュニティの消費額は年間6,000億ドルに上るとされる。フィラデルフィアではLGBTツーリズムのマーケティングに対しての費用1ドルに対して、ショップやホテル、レストラン、アトラクションなどに対して153ドルの消費還元があった。フィラデルフィアやダラス、フォートローダーデールなどがLGBTツーリズムのキャンペーンを行っている。
フィラデルフィアはLGBTコミュニティに向けたTVコマーシャルを作成した最初のケースであり、またLGBTツーリズムに費用をかけて調査を行った都市である。
イスラエルの観光庁は都市テルアビブをLGBTトラベラーをターゲットにすべく、レストラン、ホテル、観光名所やビーチなどの観光資源への働きかけを行っており、2009年には世界最大のゲイパレード「ユーロプライド」の招致活動も行っていた。

## 関連サービス
フロリダ州フォートローダーデールに本拠がある団体 International Gay and Lesbian Travel Association (IGLTA) は毎年開催地を変えて国際コンベンションとシンポジウムを行っている。シンポジウムにはゲイ・レズビアンマーケットにツアー会社や旅行出版者が100名以上集まっている。同団体は1983年に設立され、2,000名以上のメンバーが在籍している。 またヨーロッパには Out Now Consulting などのトラベルマーケティング会社が存在している。
Passport Magazine （アメリカ、ゲイ・レズビアン向け）や Spartacus International Gay Guide（ドイツ、ゲイ向け）など、トラベルガイドブックが定期刊行されている。